# Hystricia abrupta
Hystricia abrupta är en tvåvingeart som först beskrevs av Christian Rudolph Wilhelm Wiedemann 1830.  Hystricia abrupta ingår i släktet Hystricia och familjen parasitflugor. Inga underarter finns listade i Catalogue of Life.

## Bildgalleri

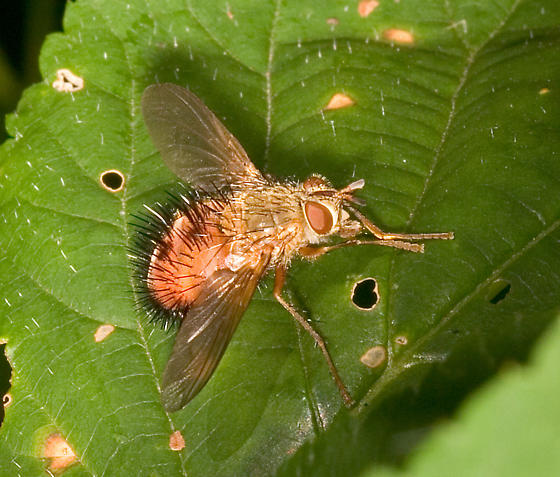